# Plouagat
Plouagat (bretonisch: Plagad; Gallo: Plagat) ist eine Ortschaft und eine Commune déléguée in der französischen Gemeinde Châtelaudren-Plouagat mit 2.989 Einwohnern (Stand: 1. Januar 2022) im Département Côtes-d’Armor in der Region Bretagne. Die Einwohner werden Plouagatins genannt.
Die Gemeinde Plouagat wurde mit Wirkung vom 1. Januar 2019 mit Châtelaudren zur Commune nouvelle Châtelaudren-Plouagat fusioniert. Sie gehörte zum Arrondissement Guingamp und zum Kanton Plélo.

## Geographie
Plouagat liegt etwa 17 Kilometer westlich von Saint-Brieuc. An der Ostgrenze der Commune déléguée führt der Fluss Leff entlang. Umgeben wurde die Gemeinde Plouagat von den Nachbargemeinden Bringolo im Norden, Plélo im Nordosten und Osten, Châtelaudren im Osten, Plouvara im Südosten, Boqueho im Süden, Lanrodec im Südwesten und Westen sowie Saint-Jean-Kerdaniel im Westen und Nordwesten.
Durch die Gemeinde führt die Route nationale 12. Der Bahnhof liegt an der Bahnstrecke Paris–Brest.

## Geschichte
Sowohl die Tempelritter als auch der Johanniterorden unterhielten hier Stützpunkte.
| Jahr      | 1962 | 1968 | 1975 | 1982 | 1990 | 1999 | 2006 | 2012 |
| Einwohner | 1522 | 1472 | 1727 | 1978 | 2154 | 2221 | 2361 | 2655 |

## Sehenswürdigkeiten
- Kirche Saint-Pierre
- Polierte Steine aus der Jungsteinzeit, Monument historique seit 1971
- Herrenhaus Fournebello
- Schloss Maros mit Taubenschlag, Monument historique seit 1988

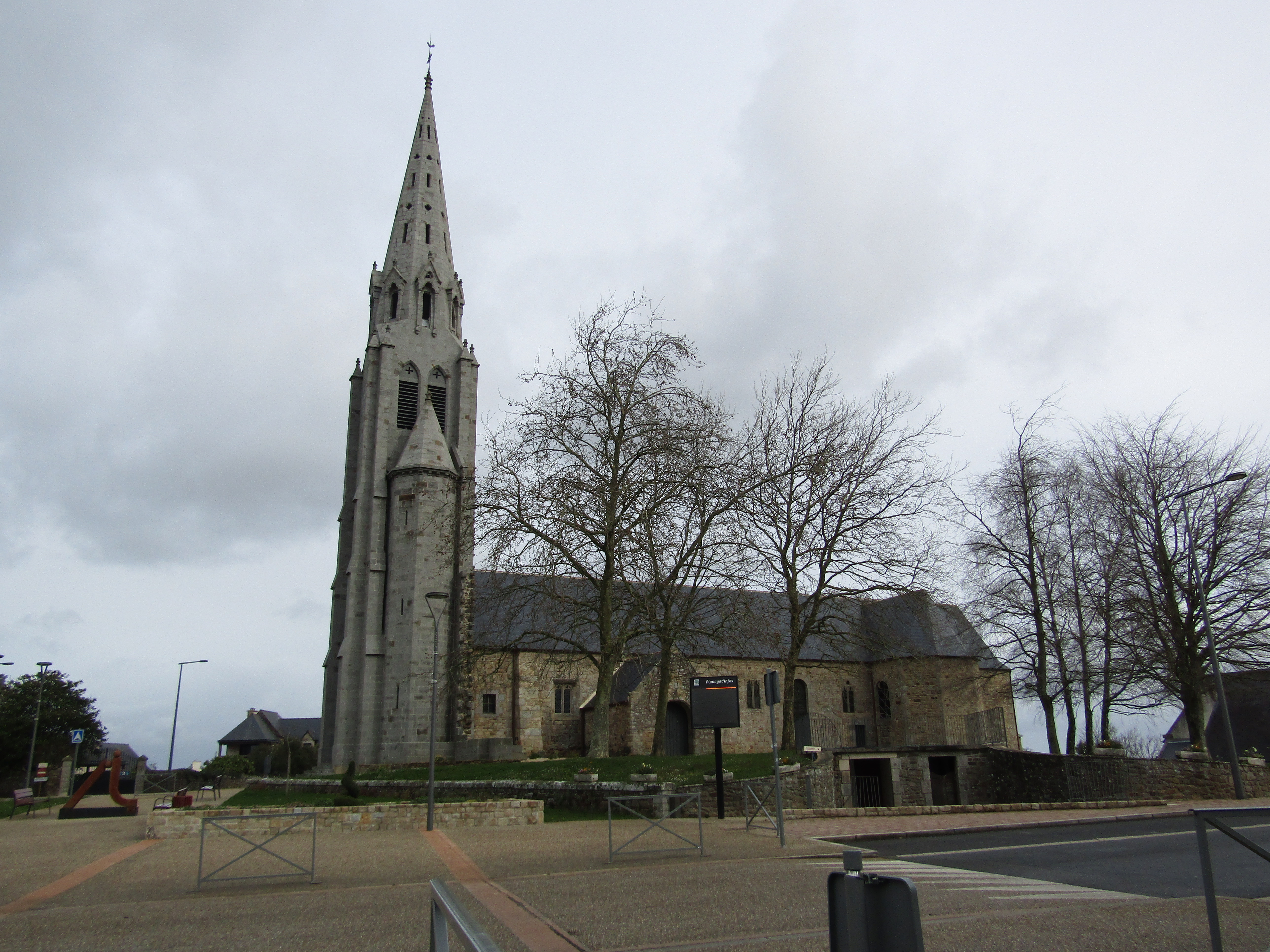
Kirche Saint-Pierre

## Persönlichkeiten
- Cyril Gautier (* 1987), Radrennfahrer